# 4-甲氧基苯乙腈
4-甲氧基苯乙腈（英語：4-methoxybenzyl cyanide，也称为对甲氧基苯乙腈）是一种有机化合物，化学式为C9H9NO，常温常压下为无色或淡黄色液体，有毒，易溶于氯仿、甲醇和非极性溶剂。